# Futbol'nyj Klub Terek 2009
Questa voce raccoglie le informazioni riguardanti il Futbol'nyj Klub Terek' nelle competizioni ufficiali della stagione 2009.

## Rosa
| N. |                       | Ruolo | Calciatore          |
| -- | --------------------- | ----- | ------------------- |
| 1  | Albania (bandiera)    | P     | Ilion Lika          |
| 2  | Slovacchia (bandiera) | D     | Radoslav Zabavník   |
| 4  | Israele (bandiera)    | D     | Ze'ev Haimovich     |
| 5  | Brasile (bandiera)    | D     | Cléber              |
| 6  | Romania (bandiera)    | C     | Andrei Mărgăritescu |
| 7  | Bulgaria (bandiera)   | C     | Blagoj Georgiev     |
| 8  | Romania (bandiera)    | A     | Daniel Pancu        |
| 10 | Russia (bandiera)     | C     | Šamil' Lachijalov   |
| 11 | Romania (bandiera)    | C     | Florentin Petre     |
| 12 | Ucraina (bandiera)    | P     | Jaroсlav Hodzjur    |
| 13 | Russia (bandiera)     | A     | Zaur Sadaev         |
| 14 | Bulgaria (bandiera)   | D     | Valentin Iliev      |
| 17 | Russia (bandiera)     | C     | Adlan Kacaev        |

| N. |                        | Ruolo | Calciatore                                       |
| -- | ---------------------- | ----- | ------------------------------------------------ |
| 18 | Russia (bandiera)      | D     | Timur Džabrailov                                 |
| 19 | Moldavia (bandiera)    | P     | Ștefan Sicaci                                    |
| 20 | Russia (bandiera)      | C     | Andrej Kobenko                                   |
| 21 | Russia (bandiera)      | C     | Oleg Vlasov                                      |
| 22 | Georgia (bandiera)     | C     | Levan Gvazava                                    |
| 23 | Russia (bandiera)      | D     | Sergéj Bendz'                                    |
| 26 | Georgia (bandiera)     | C     | Gogita Gogua (in prestito dallo Spartak Nal'čik) |
| 28 | Bielorussia (bandiera) | D     | Sjarhej Amel'jančuk                              |
| 31 | Ucraina (bandiera)     | P     | Andrij Dykan'                                    |
| 57 | Russia (bandiera)      | C     | German Kutarba                                   |
| 58 | Brasile (bandiera)     | C     | Fabrício                                         |
| 59 | Russia (bandiera)      | C     | Artëm Voronkin                                   |
| 69 | Argentina (bandiera)   | A     | Héctor Bracamonte                                |

## Risultati

### Prem'er-Liga
| Groznyj 15 marzo 2009 1ª giornata | Terek Groznyj | 1 – 0 referto | Spartak-Nal'čik | Stadio Sultan Bilimkhanov |

| Mosca 21 marzo 2009 2ª giornata | FK Mosca | 0 – 0 referto | Terek Groznyj | Stadio Ėduard Strel'cov |

| Groznyj 4 aprile 2009 3ª giornata | Terek Groznyj | 1 – 0 referto | Dinamo Mosca | Stadio Sultan Bilimkhanov |

| Groznyj 11 aprile 2009 4ª giornata | Terek Groznyj | 1 – 2 referto | Rubin | Stadio Sultan Bilimkhanov |

| Mosca 18 aprile 2009 5ª giornata | Spartak Mosca | 2 – 0 referto | Terek Groznyj | Stadio Lužniki |

| Groznyj 25 aprile 2009 6ª giornata | Terek Groznyj | 1 – 1 referto | Saturn | Stadio Sultan Bilimkhanov |

| Tomsk 2 maggio 2009 7ª giornata | Tom' Tomsk | 2 – 1 referto | Terek Groznyj | Trud Stadium |

| Groznyj 10 maggio 2009 8ª giornata | Terek Groznyj | 2 – 2 referto | Amkar Perm' | Stadio Sultan Bilimkhanov |

| Mosca 16 maggio 2009 9ª giornata | Lokomotiv Mosca | 4 – 0 referto | Terek Groznyj | Stadio Lokomotiv |

| Groznyj 23 maggio 2009 10ª giornata | Terek Groznyj | 2 – 0 referto | Chimki | Stadio Sultan Bilimkhanov |

| Rostov sul Don 30 maggio 2009 11ª giornata | Rostov | 1 – 1 referto | Terek Groznyj | Stadio Olimp-2 |

| Groznyj 13 giugno 2009 12ª giornata | Terek Groznyj | 3 – 2 referto | Kryl'ja Sovetov Samara | Stadio Sultan Bilimkhanov |

| Groznyj 11 luglio 2009 13ª giornata | Terek Groznyj | 1 – 1 referto | CSKA Mosca | Stadio Sultan Bilimkhanov |

| Groznyj 19 luglio 2009 14ª giornata | Terek Groznyj | 3 – 2 referto | Zenit San Pietroburgo | Stadio Sultan Bilimkhanov |

| Krasnodar 26 luglio 2009 15ª giornata | Kuban' | 1 – 1 referto | Terek Groznyj | Stadio Kuban' |

| Groznyj 1º agosto 2009 16ª giornata | Terek Groznyj | 1 – 2 referto | FK Mosca | Stadio Sultan Bilimkhanov |

| Chimki 9 agosto 2009 17ª giornata | Dinamo Mosca | 0 – 1 referto | Terek Groznyj | Arena Chimki |

| Kazan' 16 agosto 2009 18ª giornata | Rubin | 4 – 0 referto | Terek Groznyj | Stadio Centrale di Kazan' |

| Groznyj 23 agosto 2009 19ª giornata | Terek Groznyj | 2 – 3 referto | Spartak Mosca | Stadio Sultan Bilimkhanov |

| Ramenskoe 29 agosto 2009 20ª giornata | Saturn | 3 – 0 referto | Terek Groznyj | Saturn Stadium |

| Groznyj 13 settembre 2009 21ª giornata | Terek Groznyj | 4 – 0 referto | Tom' Tomsk | Stadio Sultan Bilimkhanov |

| Perm' 20 settembre 2009 22ª giornata | Amkar Perm' | 1 – 0 referto | Terek Groznyj | Stadio Zvezda |

| Groznyj 27 settembre 2009 23ª giornata | Terek Groznyj | 2 – 1 referto | Lokomotiv Mosca | Stadio Sultan Bilimkhanov |

| Chimki 3 ottobre 2009 24ª giornata | Chimki | 1 – 2 referto | Terek Groznyj | Arena Chimki |

| Groznyj 18 ottobre 2009 25ª giornata | Terek Groznyj | 1 – 3 referto | Rostov | Stadio Sultan Bilimkhanov |

| Samara 24 ottobre 2009 26ª giornata | Kryl'ja Sovetov Samara | 2 – 0 referto | Terek Groznyj | Stadio Metallurg (Samara) |

| Mosca 30 ottobre 2009 27ª giornata | CSKA Mosca | 1 – 0 referto | Terek Groznyj | Stadio Lužniki |

| San Pietroburgo 8 novembre 2009 28ª giornata | Zenit San Pietroburgo | 2 – 0 referto | Terek Groznyj | Stadio Petrovskij |

| Groznyj 21 novembre 2009 29ª giornata | Terek Groznyj | 0 – 1 referto | Kuban' | Stadio Sultan Bilimkhanov |

| Nal'čik 29 novembre 2009 30ª giornata | Spartak-Nal'čik | 4 – 2 referto | Terek Groznyj | Respublikanskij stadion Spartak |

### Kubok Rossii
| Saransk 15 luglio 2009 Sedicesimi di finale | Mordovija | 2 – 1 referto | Terek Groznyj | Stadio Svetotechnika |